# P/2013 G4 (PANSTARRS)
P/2013 G4 (PANSTARRS) — одна з короткоперіодичних комет сім'ї Юпітера. Ця комета була відкрита 12 квітня 2013 року; вона мала 20.7m на час відкриття.